# Razão vital
A razão vital é um modelo de razão proposto por José Ortega y Gasset como uma superação da pura razão que foi imposta durante a Era Moderna e que, embora permitisse o avanço das ciências naturais , não o fez com as ciências humanas , porque era insuficiente para aprender a vida.
O desenvolvimento da ciência e tecnologia não propiciou a solução para os problemas humanos como acreditaram os positivistas do século XIX, embora oferecesse outras coisas que eles não esperavam. O conhecimento científico e tecnológico foi utilizado, por exemplo, na produção de armas de destruição em massa, provocando um cenário inimaginável no século anterior. O cientista estava longe de ser um novo sacerdote e a ciência uma nova religião. Outro problema foi a constatação de que o modelo de ciências da natureza que vinha do positivismo era inadequado para as ciências humanas que se estruturavam. Os limites do modelo positivista de ciência foram apontados por Edmund Husserl em A crise das ciências européias e a fenomenologia transcendental. Husserl percebeu que a questão não reduzia a importância da ciência e do seu papel na cultura, mas indicou que a interpretação positivista dela não atendia às necessidades do novo tempo. Uma nova filosofia precisava dar resposta para o século XX, inclusive para dialogar de forma mais adequada com as descobertas recentes da ciência.— Ortega y Gasset
O pensamento de Ortega y Gasset passou por várias etapas até alcançar a razão vital:
1. O primeiro estágio foi caracterizado pela formação kantiana, baseada no subjetivismo idealista.
2. O segundo estágio foi caracterizado pelo realismo sem ser levado por ele.
3. O terceiro estágio foi caracterizado pela metafísica . É este último estágio que leva Ortega y Gasset a uma razão vital.